# Roger Toulouse
Pour les articles homonymes, voir Toulouse (homonymie).
Roger Alphonse Albert Toulouse, né le 19 février 1918 à Orléans où il est mort le 11 septembre 1994,, est un peintre et sculpteur français, également poète et illustrateur.

## Biographie

### Peintre
Après avoir obtenu de nombreux prix de l'École des beaux-arts d'Orléans, Roger Toulouse s'orienta d'abord vers la peinture et, en 1937, exposait dans sa ville une quinzaine de toiles chez un marchand de couleurs. La chance lui sourit puisqu'elles furent remarquées par le poète Max Jacob qui le mit en contact avec ses amis peintres. En 1939, il expose au 11e Salon des surindépendants à Paris.
Roger Toulouse, peintre au style expressionniste puissant et coloré, a exposé dans de nombreuses villes françaises, ainsi qu'à Tokyo, Wichita, New York, Québec, Berne. Sa manière de peindre n'a cessé d'évoluer au fil des années, le portant de plus en plus vers l'abstraction et incluant aussi, à partir de 1949, une nouvelle dimension mystique et philosophique.

### Sculpteur
À partir de 1970, Roger Toulouse s'est beaucoup adonné à la sculpture, assemblant des plaques de métal martelé dans des formes figuratives, mais là également, comme en peinture, il évoluera de plus en plus vers l'abstraction. Dans ces années, plusieurs commandes lui viendront des collectivités territoriales du Loiret pour des sculptures de grande taille. En 1980, il cherchera également une autre voie en produisant des sculptures de bois noirci.

### Illustrateur
Roger Toulouse, poète lui-même et ami des poètes, n'hésitait jamais à mettre son talent à leur service. C'est ainsi que l'on retrouve ses dessins dans des revues, sur de nombreuses pages de garde, et qu'il participa à l'illustration de recueils pour Max Jacob et pour les poètes de Rochefort qu'il avait rejoint en 1941 : René Guy Cadou, Marcel Béalu, Luc Bérimont, Jean Rousselot, Tristan Maya, Claude Morgan.

### Mort et hommage
Roger Toulouse est mort en 1994 à Orléans d'une leucémie déclarée en 1977.
Il est inhumé au grand cimetière d'Orléans.
Une école maternelle porte son nom à Orléans.

## Publications
- Quai Saint Laurent, poèmes de Roger Toulouse, pour quelques amis, Alès, Imprimerie Pierre André Benoit, 1948.
- Magica Forti, Paris, Éditions José Millas-Martin, 1976.
- Le Noir éclaire le noir, Troyes, Librairie bleue, 1988.

## Filmographie
- Emilien Awada, L’Ombre et l’Image. Éléments pour un portrait de Roger Toulouse (1918-1994), (film), 2014